# 창세기전
《창세기전》(The War of Genesis)은 대한민국의 소프트맥스사가 개발한 컴퓨터용 롤플레잉 게임 시리즈이다.
'아르케'와 '안타리아', '투르', '한'등 가상의 세계관을 무대로, 주인공들의 사랑과 모험, 음모, 국가 간의 화합과 반목, 인간과 신 사이의 갈등과 같은 일련의 사건을 통해 밝혀지는 대륙의 역사와 비밀을 다루고 있다.
개인용 컴퓨터에서는 1995년 《창세기전》(1편)을 시작으로 2000년 12월에 발매된 최종작 《창세기전3 파트2》까지 총 6편의 작품이 제작되었고, 모바일에서는 《크로우 1》, 《크로우 2》등이 제작되었고, 2007년 12월 《창세기전3 Ep1》이 엠조이넷을 통해 SKT 용으로 이식되었다. 이들 게임은 시나리오의 치밀한 구성과 작품성으로 큰 인기를 얻었다. 다만, 《창세기전》은 설정이 독창적이지 않다(이를테면, 기파랑과 리슐리외 등)는 비판도 있다.
《서풍의 광시곡》을 제외한 모든 시리즈는 최연규가 메인 프로듀서이다. 《서풍의 광시곡》은 조영기가 메인 프로듀서이다.

## 줄거리

### 신화
태초에 신들이 있었는데 그들은 암흑신계열(13명이라서 13암흑신)과 주신계열(빛의 12주신)로 나뉘었다. 그들 사이의 전쟁으로 행성이 황폐해지는 와중에 어디선가 신들을 능가하는 강력한 존재(후에 파괴신이라 불림)들이 나타나게 되고 신들마저 압도하는 이들의 위력에 신들은 전쟁을 멈추고 그들 스스로를 어딘가에 봉인하였다. 신들이 사라지자 어찌된 영문인지 파괴신들도 사라졌고 그 땅위에 인간들이 번성하였다. 이 신화는 안타리아 사람들이 알고 있는 말 그대로 '신화'이고, 그 뒤엔 숨은 진실이 있다. 게임의 주인공들은 '창세전쟁의 비록'이라는 책을 통해 신화 뒤의 진실을 알게 된다. 그 진실이 게임 전체를 관통하는 모티브임.

### 창세 전쟁
다크 아머와 실버 애로우가 대치하고 있는 상황에서 홀연히 등장한 게이시르 제국의 황태자 칼 스타이너, 흑태자의 깃발 아래 그라테스 평원에서의 전투 이후 패망한 팬드래건 왕국의 왕녀 이올린과 그 일행은 레지스탕스를 조직해서 팬드래건의 신기(神器) 영광의 홀(The Scepter of Gloria)을 운반하는 제국군을 습격하여 탈취한다. 그녀는 이 사건으로 정체불명의 레인저인 그레이 스케빈져(G.S)의 도움을 받게 되며, 그라테스 평원의 회전 이후 흑태자가 행방불명되어 중심을 잃은 제국군을 몰아 붙여 실버 애로우를 다시 성립하기에 이른다.
창세기전 II의 배경이다.

### 게이시르의 내전 = 혼돈의 시대
창세전쟁이 끝나고 50년 후, 게이시르 제국은 황실 혈통이 끊기자 통일정부가 없이 지방영주들이 강한 영향력을 행사하며 난립하는 혼란 상태에 빠지게 된다. 이런 권력부재의 공백상태를 이용해 강력한 세력을 얻은 주신교의 추기경 체사레 보르지아는 자신의 딸 메르세데스의 약혼자이자 구 제국령의 수도 게이시르 시티의 영주 루크 번스타인의 아들인 시라노 번스타인을 악마 숭배자라는 누명을 씌워 감옥에 가둔다. 그 뒤 체사레와 주신교는 자신들의 반대자는 이단과 마녀로 몰아 멸문시키는 방식으로 민중을 탄압하고 권력을 증강시켜 나간다.
13년 후 시라노는 자신의 가문을 몰락시키고 그 지위와 재력을 차지한 체사레와 주신교에게 복수하기 위해 인페르노 파옥 사건 당시 감옥에서 탈옥하여 민중저항조직인 제국혁명군 제피르 팰컨의 일원이 되어 제국의 혼란을 종식시키기로 한다. 그리하여 그 옛날 흑태자가 사용하던 마검 아수라가 꽂혀 있는 폭풍도로 향한다.
창세기전 외전 I ‘서풍의 광시곡’의 배경이다.

### 팬드래건의 내전 = 장미전쟁
팬드래건의 왕 윌리엄이 죽은 후 윌리엄의 동생 리처드는 정통 계승자인 필립을 성에 감금해 제거하고 왕위에 오른다. 리처드는 정통 왕위 계승자가 아니라는 이유로 불안감을 갖고 있었다. 이때 또 다른 왕가 콘웰 가의 자손으로 장미전쟁을 피해 게이시르 제국에 망명 중이었던 클라우제비츠가 선왕 윌리엄의 딸 엘리자베스와 결혼을 통해 팬드래건의 왕이 되어 장미전쟁을 종식시키겠다는 선언을 한다. 이에 리처드 또한 자신의 정통성을 내세우기 위해 엘리자베스와 결혼하려고 한다.
한편 엘리자베스와 그녀의 동생 메리 두 왕녀는 리처드에게 복수하기 위해 왕국의 공권력을 피해 ‘용자의 무덤’이라는 최고의 무술 수련장에 들어가 샤른 호스트라는 정체 불명의 관리자에게 지도를 받는다. 리처드와 클라우제비츠로부터 동시에 결혼 상대로 지목받게 된 엘리자베스는 이후 세인의 관심을 한 몸에 받아 ‘장미의 신부’로 불리게 되며, 이 장미의 신부를 차지하여 장미전쟁의 승자가 될 자가 과연 누가 될지 지목받게 된다.
창세기전 외전 II ‘템페스트’의 배경이다.

### 투르의 내전
창세기전 3의 배경이다.

## 창세기전 게임 시리즈의 목록
- 창세기전 (3.5" 10 or 1CD)
- 창세기전 II - 회색의 잔영 (1CD)
- 창세기전 외전 I - 서풍의 광시곡 (3CD)
- 창세기전 외전 II - 템페스트 (4CD)
- 창세기전 III 파트 1 - 시반 슈미터/ 피의 십자군/ 묵시록 (4CD)
- 창세기전 III 파트 2 - 영혼의 검/ 뫼비우스의 우주 (4CD)
- 창세기전 아레나 (온라인 게임)
- 창세기전 크로우 1 (모바일)
- 창세기전 크로우 2 (모바일)
- 창세기전 4 (온라인 게임)
- 창세기전: 회색의 잔영 (창세기전 II 리메이크작)